# Белов, Герасим Иванович
Герасим Иванович Белов (1850—1908) — русский купец, предприниматель и благотворитель.

## Биография
Родился в 1850 году в деревне Ермолино Добринской волости Боровского уезда Калужской губернии в большой крестьянской семье.
Все мальчики в семье Беловых стали грамотными. Герасим рано перебрался в Москву и в конце 1860-х годов открыл свою первую лавку на Остоженке. В 1871 году он женился на Анастасии Петровне Огневой из зажиточной крестьянской семьи Корчевского уезда, которая издавна занималась отхожим сапожным промыслом, содержа в Москве артели и лавки. Их совместное дело быстро набирало обороты, и через несколько лет у супругов были уже две лавки на Остоженке, а в начале 1880-х годов Герасим Белов открыл свой «Кожевенный магазин Белова» по адресу Остоженка, 6, который просуществовал до Октябрьской революции. К московскому купечеству Герасим Иванович Белов был причислен с первой половины 1890 года. Герасим Иванович владел двухэтажным каменным домом на Остоженке, 4, а также двумя двухэтажными каменными и одним деревянным домами в Большом Воздвиженском переулке (ныне 2-й переулок Тружеников) на Плющихе. 
Занимался он и общественными делами:  с 1904 года состоял присяжным попечителем Московского коммерческого суда, был старостой Илии Обыденской церкви, членом Попечительского совета школы и богадельни для бедных женщин в память Государя императора Александра Николаевича при Илии Обыденской церкви и занимался благотворительностью в пользу этой церкви. Герасим Иванович ходатайствовал перед земством об открытии школы у себя на родине — для этого он отдал для её создания один из своих домов и усадьбу, а также взял на себя все материальные расходы. Сведения об этом хранятся в экспозиции ермолинского школьного музея «История школы». Так писал об этом событии корреспондент газеты «Калужские губернские ведомости» в № 25 от 5 марта 1894 года в своём сообщении из Боровского уезда:

«20 го минувшего февраля мне пришлось быть на одном сельском торжестве, полном глубокого интереса и нелишенном общественного значения. В этот день состоялось открытие в деревне Ермолино вновь устроенной школы... Вновь устроенная школа открыта, исключительно, благодаря тому, что в ней принял участие Московский купец Герасим Иванович Белов.» 

Умер в Москве в 1908 году 11 апреля. Отпевал Г. И. Белова на Даниловском кладбище епископ Можайский — Василий, викарий Московской епархии. Похоронен на Даниловском кладбище, участок 16. 

### Семья
У Герасима Ивановича и Анастасии Петровны Беловых родилось тринадцать детей, из которых выжили пятеро (четверо сыновей и дочь); все они получили хорошее образование.
Согласно духовному завещанию Г. И. Белова все его имущество, в том числе и торговое дело, перешло к Анастасии Петровне. Благодаря ее характеру и усилиям, а также помощи сына — Павла, семейное дело было не только продолжено, но и расширено. В 1916 году она подала прошение о причислении ее с семейством к московскому купечеству 1-й гильдии, что было сделано в первой половине 1917 года.